# Commission Ortoli

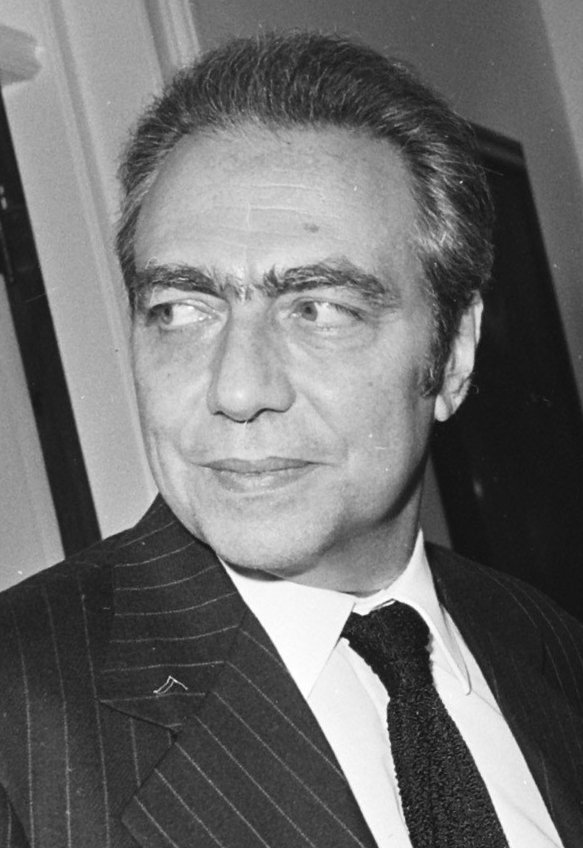
Francois-Xavier Ortoli.

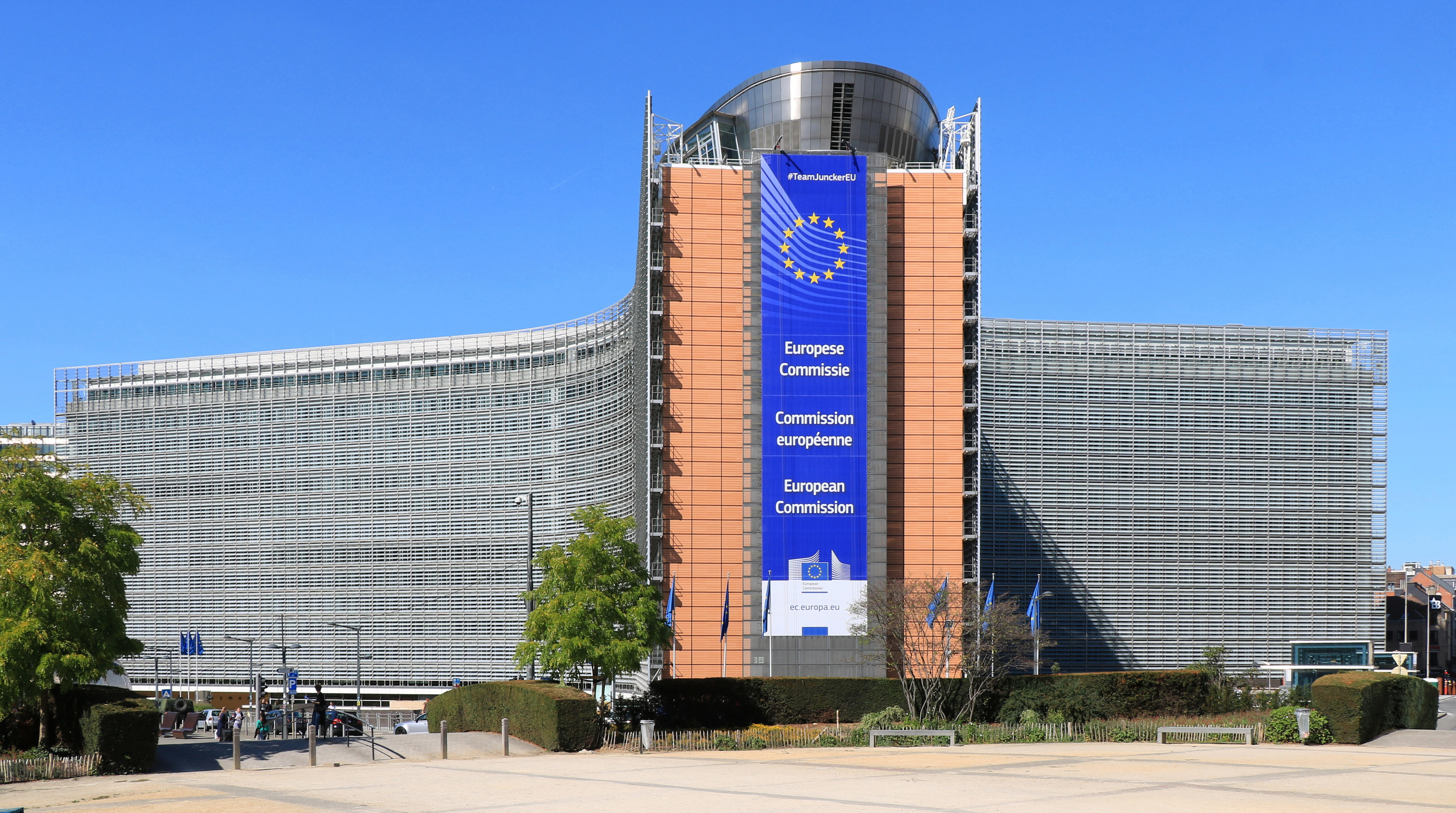
Siège de la Commission européenne à Bruxelles (Bâtiment Berlaymont).

La commission Ortoli est la commission européenne dirigée du 6 janvier 1973 au 5 janvier 1977 par François-Xavier Ortoli et qui succède à la commission Mansholt.
Première commission à siéger après l'entrée dans les Communautés européennes du Danemark, de l'Irlande et du Royaume-Uni, la commission Ortoli eut à faire face sur le plan extérieur aux conséquences directes de la guerre du Kippour, notamment le premier choc pétrolier, et à l'invasion turque de Chypre.

## Membres de la Commission européenne 1973-1977
La Commission Ortoli comportait 13 membres.
| Portefeuilles À défaut, titre au sein de la Commission                                                    | États membres        | Commissaire   | Commissaire              | Parti politique       |
| --- | -------------------- | ------------- | ------------------------ | --------------------- |
| Président                                                                                                 | France               |               | François-Xavier Ortoli   | UDR                   |
| Vice-président Économie et Finance, Crédit et Investissements                                             | Allemagne de l'Ouest |               | Wilhelm Haferkamp        | SPD                   |
| Vice-président Affaires parlementaires, Politique environnementale, Consommation, Transports, Information | Italie               |               | Carlo Scarascia-Mugnozza | DC                    |
| Vice-président Affaires sociales                                                                          | Irlande              |               | Patrick Hillery          | Fianna Fáil           |
| Vice-président Relations extérieures                                                                      | Royaume-Uni          |               | Christopher Soames       | Parti conservateur    |
| Vice-président Fiscalité et Énergie                                                                       | Belgique             |               | Henri Simonet            | PS                    |
| Politique industrielle et technologique                                                                   | Italie               |               | Altiero Spinelli         | indépendant de gauche |
| Politique industrielle et technologique                                                                   | Italie               |               | Cesidio Guazzaroni       | indépendant           |
| Politique de développement et coopération, Budget et Contrôle financier                                   | France               |               | Jean-François Deniau     | UDF                   |
| Politique de développement et coopération, Budget et Contrôle financier                                   | France               |               | Claude Cheysson          | PS                    |
| Agriculture                                                                                               | Pays-Bas             |               | Pierre Lardinois         | KVP                   |
| Marché interieur et Union douanière                                                                       | Danemark             |               | Finn Olav Gundelach      | indépendant           |
| Recherche, Science et Éducation                                                                           | Allemagne de l'Ouest |               | Ralf Gustav Dahrendorf   | FDP                   |
| Recherche, Science et Éducation                                                                           | Allemagne de l'Ouest | Guido Brunner |                          | FDP                   |
| Concurrence, Personnel et Administration                                                                  | Luxembourg           |               | Albert Borschette        | indépendant           |
| Concurrence, Personnel et Administration                                                                  | Luxembourg           |               | Raymond Vouel            | POSL                  |
| Politique régionale                                                                                       | Royaume-Uni          |               | George Thomson           | Parti travailliste    |

La couleur des cases indique la tendance politique du commissaire en utilisant le schéma suivant :
| gauche / socialiste   |
| droite / conservateur |
| libérale              |